# 柳原病院
柳原病院（やなぎはらびょういん）は、医療法人財団健和会が東京都足立区千住曙町に設置する病院。

## 概要
一般病床90床(うち地域包括ケア病床45床)を備える救急告示病院であり、2015年度には469件の救急搬送を受け入れた。全日本民主医療機関連合会（民医連）に加盟しており、社会福祉法に基づく無料定額診療事業を実施している。

## 沿革
- 1951年　柳楽診療所開設(柳原神社隣)
- 1968年　柳原病院完成(45床、柳原一丁目に移転)
- 1974年　医療法人財団健和会発足
- 1976年　増築、91床に
- 1993年　別館完成(デイケア・リハ室・在宅介護支援センター・補助器具センター)
- 1997年　柳原新病院完成(千住曙町)
- 1998年2月1日　新病院オープン

## 診療科
- 内科[4]
- 外科[4]
- 胃腸内科[4]
- 泌尿器科[4]
- 整形外科[4]
- 脳外科[4]
- 神経内科[4]
- 婦人科[4]

## 医療機関の認定
(この節の出典)
- 保険医療機関
- 労災保険指定医療機関
- 公害医療機関
- 原子爆弾被害者一般疾病医療取扱医療機関
- 原子爆弾被害者指定医療機関（認定被爆者向け）
- 生活保護法指定医療機関
- 身体障害者福祉法指定医の配置されている医療機関
- 臨床研修病院
- 在宅療養支援病院
- 無料低額診療事業実施医療機関
- 公益財団法人日本医療機能評価機構認定病院（3rdG:Ver.1.1（4回目,2017年7月7日認定,2022年4月14日認定有効期限）[5]。
- このほか、各種法令による指定・認定病院であるとともに、各学会の認定施設でもある。

## 認定専門医人数
（この節の出典）
| 資格名         | 人数  | 資格名             | 人数  |
| -------------- | ----- | ------------------ | ----- |
| 整形外科専門医 | 0.5人 | 循環器専門医       | 0.1人 |
| 産婦人科専門医 | 0.1人 | 消化器病専門医     | 0.2人 |
| 泌尿器科専門医 | 1.2人 | 腎臓専門医         | 0.1人 |
| 外科専門医     | 2.1人 | 消化器内視鏡専門医 | 1.1人 |
| 肝臓専門医     | 0.2人 |                    |       |

## 乳腺外科医事件
2016年5月10日、右胸の乳腺腫瘍を摘出する手術を受けた女性患者（30代）が、執刀した乳腺外科の男性非常勤医師（43歳）に手術していない方の胸を舐められたなどの被害を訴えた。男性医師は準強制わいせつ罪で起訴された（求刑懲役3年）。
- 2019年2月20日、一審の東京地方裁判所の判決では男性医師に無罪を言い渡した[7]。
- 2020年2月4日、控訴審で東京高等裁判所では男性医師に懲役2年の実刑判決を言い渡した[8][9]。
- 2022年2月18日、最高裁判所第2小法廷は東京高裁判決を破棄し、高裁に審理を差し戻した[10][11]。
- 2025年3月12日、差し戻し控訴審で東京高等裁判所は一審を支持、男性医師を無罪とした[12]。

## 特徴
- 病院の理念により、差額ベッド料（個室料）を徴収していない[13]。

## 関連人物
- 川島みどり - 日本の看護師、看護学者、日本赤十字看護大学名誉教授。(当院に勤務していた)
- 高見茂人 - 日本の医師、内科学者。（当院に勤務していた）
- 川人明 - 日本の医師。（当院に勤務していた）

## 関連施設
- みさと健和病院（埼玉県三郷市）- 医療法人財団健和会が運営。

## 交通アクセス
- 東武スカイツリーライン「堀切駅」下車徒歩2分[14]
- 京成バス 北千住駅東口(電大口)のりばから北千01系統乗車、「柳原病院・東京未来大学」停留所すぐ[14]

## 周辺
- 荒川
- 隅田川
- 東京未来大学
- 柳原千草園